# Joselu
José Luis „Joselu“ Mato Sanmartín (* 27. März 1990 in Stuttgart, Deutschland) ist ein spanischer Fußballspieler. Der Stürmer spielt bei Al-Gharafa und debütierte 2023 in der A-Nationalmannschaft.

## Karriere

### Im Verein

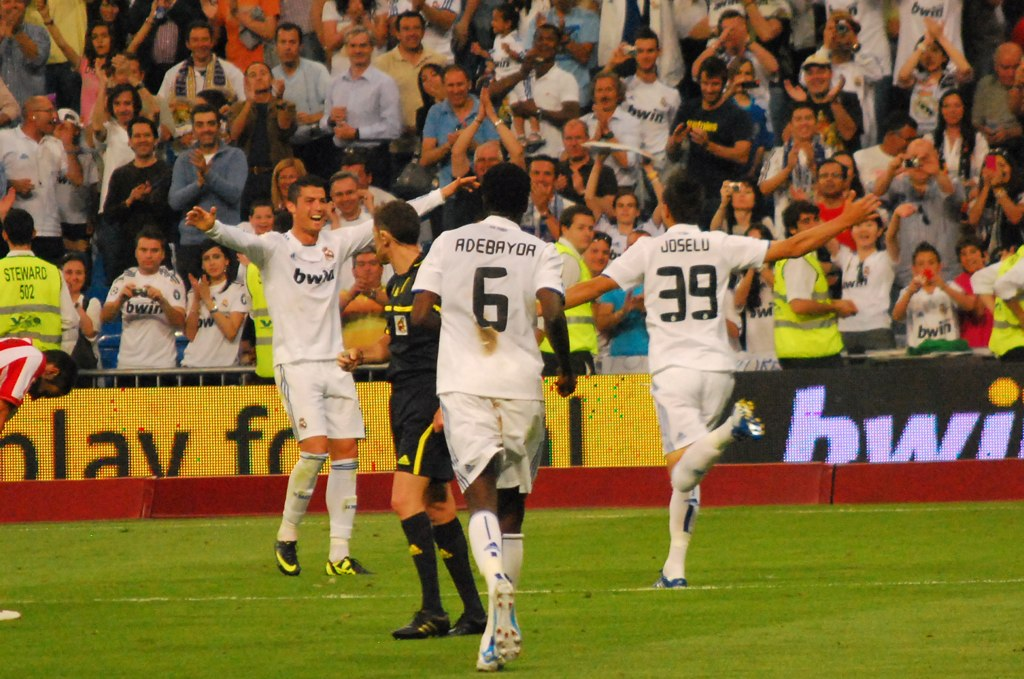
Joselu (r.) mit Cristiano Ronaldo und Emmanuel Adebayor bei seinem ersten Spiel für Real Madrid (2011)

Joselu kam als Sohn spanischer Eltern in Stuttgart zur Welt und kehrte noch im Kindesalter nach Galicien zurück, wo er bei SD Silleda mit dem Fußballspielen begann. Im Jahr 2002 wechselte er zum Nachwuchs von Celta Vigo. Zur Saison 2008/09 stieg er in die B-Mannschaft auf und gab am 9. Mai 2009 gegen UD Las Palmas sein Debüt in der ersten Mannschaft, die zu diesem Zeitpunkt in der Segunda División spielte.
Im Sommer 2009 verpflichtete Real Madrid den Stürmer für die Zweitmannschaft Castilla, lieh ihn jedoch für eine weitere Spielzeit an Celta aus. In dieser Saison brachte es Joselu auf 24 Einsätze und vier Treffer in der zweiten spanischen Spielklasse. Am 21. Mai 2011, dem letzten Spieltag der Saison 2010/11, gab Joselu im Rahmen des 8:1-Sieges gegen UD Almería sein Debüt bei den Profis von Real Madrid und erzielte nach Vorlage von Cristiano Ronaldo sogleich sein erstes Tor. Mit Real Madrid Castilla wurde er in der Saison 2011/12 mit 19 Treffern Torschützenkönig der Gruppe I der Segunda División B und stieg nach weiteren sieben Toren in den Aufstiegs- und Final-Play-offs mit seiner Mannschaft in die Segunda División auf.
Zur Saison 2012/13 wechselte Joselu zum Bundesligisten TSG 1899 Hoffenheim mit einem bis zum 30. Juni 2016 gültigen Vertrag. Am 16. September 2012 gab er bei einer 3:5-Auswärtsniederlage gegen den SC Freiburg sein Bundesligadebüt. Sein erstes Bundesligator erzielte er am 26. September 2012 beim 3:0-Sieg gegen den VfB Stuttgart. In seiner ersten Spielzeit in Deutschland bestritt Joselu 25 Ligaspiele und erzielte dabei fünf Tore.
Zur Saison 2013/14 wechselte Joselu auf Leihbasis zum Erstligakonkurrenten Eintracht Frankfurt. In Frankfurt war der Stürmer jedoch nicht unumstritten und saß somit oft auf der Ersatzbank, bis ihm, auch aufgrund vieler Verletzungssorgen im Sturm, am 23. November 2013 (13. Spieltag) im Heimspiel gegen den FC Schalke 04 das Vertrauen geschenkt wurde und er von Beginn an auflaufen durfte. Bei dem 3:3-Remis erzielte der Spanier zwei der drei Frankfurter Tore.
Sein erstes Europa-League-Tor erzielte er am 20. Februar 2014 im Achtelfinalspiel gegen den FC Porto. Dort traf er zum 1:2-Anschlusstor.
Zur Saison 2014/15 wechselte Joselu zu Hannover 96; er unterschrieb einen Vertrag bis zum 30. Juni 2018. Nach einer Saison gaben die Hannoveraner den Wechsel Joselus zu Stoke City bekannt.
Zur Saison 2017/18 wechselte Joselu für fünf Millionen Pfund Sterling zu Newcastle United. Dort blieb er zwei Jahre, ehe er zur Spielzeit 2019/20 zurück nach Spanien wechselte und sich Deportivo Alavés anschloss. Im Sommer 2022 wechselte der Spanier zu Espanyol Barcelona. In der Saison 2022/23 erzielte er in 34 Ligaspielen 16 Tore und war damit trotz des Abstiegs seiner Mannschaft der drittbeste Torjäger der spanischen Liga. 
Zur Saison 2023/24 kehrte Joselu auf Leihbasis zu Real Madrid zurück. Im Halbfinale der UEFA Champions League erzielte er im Rückspiel gegen den FC Bayern München nach seiner Einwechslung beide Tore zum 2:1-Sieg und verhalf Real Madrid damit zum Einzug ins Finale.
Im Sommer 2024 kehrte Joselu nicht mehr zu Espanyol Barcelona zurück, sondern wechselte er zum katarischen Erstligisten Al-Gharafa Sports Club. Am 24. Mai 2025 stand er mit dem al-Gharafa im Finale des Emir of Qatar Cup. Hier besiegte man den al-Rayyan SC mit 2:1. In den Spiel schoss er das Tor zur 2:0-Führung.

### Nationalmannschaft
Joselu bestritt mit Spanien die U19-Europameisterschaft 2009, bei der seine Mannschaft in der Vorrunde ausschied. Am 4. September 2009 gab er gegen Polen sein Debüt für die U21-Nationalmannschaft.
Nach seinem Wechsel zur TSG Hoffenheim kündigte Joselu an, die deutsche Staatsangehörigkeit annehmen zu wollen, um vielleicht sogar für die deutsche Fußballnationalmannschaft spielen zu können. Allerdings ist ihm ein nachträglicher Wechsel in die deutsche Nationalmannschaft gemäß den aktuellen FIFA-Statuten nicht mehr gestattet, weil er zum Zeitpunkt seines ersten internationalen Einsatzes für Spanien bei einem offiziellen Wettbewerb nicht im Besitz der deutschen Staatsangehörigkeit war.
Am 25. März 2023 debütierte Joselu kurz vor seinem 33. Geburtstag unter Nationaltrainer Luis de la Fuente im Rahmen eines EM-Qualifikationsspiels gegen Norwegen in der A-Nationalmannschaft und steuerte nach seiner Einwechslung zwei Tore zum 3:0-Sieg bei. 2024 wurde er in den Kader für die Europameisterschaft in Deutschland berufen.

## Erfolge

### Verein
Real Madrid
- Champions-League-Sieger: 2024
- Spanischer Meister: 2024
- Spanischer Supercupsieger: 2024

al-Gharafa Sports Club
- Emir of Qatar Cup: 2025

### Nationalmannschaft
Spanien
- Europameister: 2024
- UEFA-Nations-League-Sieger: 2023